# TRNK (guanin26-N2/guanin27-N2)-dimetiltransferaza
TRNK (guanin26-2/guanin27-2)-dimetiltransferaza (EC 2.1.1.215, Trm1, tRNK (2-guanin)-dimetiltransferaza, tRNK (m2(2)G26) metiltransferaza, Trm1(tRNK (m2(2)G26) metiltransferaza)) je enzim sa sistematskim imenom S-adenozil--metionin:tRNK (guanin26-/guanin27-2)-dimetiltransferaza. Ovaj enzim katalizuje sledeću hemijsku reakciju
4 -adenozil--metionin + guanin26/guanin27 u tRNK {\displaystyle \rightleftharpoons } 4 S-adenozil-L-homocistein + N2-dimetilguanin26/2-dimetilguanin27 u tRNK
Enzim iz Aquifex aeolicus je sličan sa TRM1 metiltransferazama iz arheja i eukariota (cf. EC 2.1.1.216, tRNK (guanin26-2)-dimetiltransferaza). Međutim, on katalizuje dvostruku metilaciju guanina u pozicijama 26 i 27 tRNK.

## Literatura
- Nicholas C. Price; Lewis Stevens (1999). Fundamentals of Enzymology: The Cell and Molecular Biology of Catalytic Proteins (Third изд.). USA: Oxford University Press. ISBN 019850229X.
- Eric J. Toone (2006). Advances in Enzymology and Related Areas of Molecular Biology, Protein Evolution (Volume 75 изд.). Wiley-Interscience. ISBN 0471205036.
- Branden C; Tooze J. Introduction to Protein Structure. New York, NY: Garland Publishing. ISBN 0-8153-2305-0.
- Irwin H. Segel. Enzyme Kinetics: Behavior and Analysis of Rapid Equilibrium and Steady-State Enzyme Systems (Book 44 изд.). Wiley Classics Library. ISBN 0471303097.
- William P. Jencks (1987). Catalysis in Chemistry and Enzymology. Dover Publications. ISBN 0486654605.

## Spoljašnje veze
- TRNA+(guanine26-N2/guanine27-N2)-dimethyltransferase на 